# Съвместен съвет на общините
Съвместният съвет на общините (на хърватски: Zajedničko vijeće općina, на сръбски: Заједничко веће општина) е sui generis орган, който провежда политика в съответствие на интересите на сръбската етническа общност в Източна Хърватия.
Съветът е създаден през 1997 г. въз основа на Ердутското споразумение, подписано през 1995 г. Седалището на съвета е във Вуковар.

## Oбщини
- Ердут
- Търпиня
- Негославци
- Маркушица
- Борово
- Јагодњак
- Шодоловци